# Сараново
Сара́ново (мар. Сарансола) — деревня в Горномарийском районе Марий Эл Российской Федерации. Входит в состав Кузнецовского сельского поселения.

## Географическое положение
Деревня Сараново расположено на правом берегу Волги на Чебоксарском водохранилище и на левом берегу р. Большая Сундырка на расстоянии 1 км от села Кузнецово и входит в состав Кузнецовского сельского поселения. Небольшой овраг и берёзовой роща разделяет деревню на две части.

## Этимология
Предполагают, что марийское название «Сарансола» произошло от имени основателя деревни «Саран» и слова «сола» — «деревня». Возможно, что название произошло от слова «саран» — «поляна», то есть «деревня на поляне».
Отантропонимный сложный ойконим, состоит из: Саран — мужское личное имя марийцев тюркского происхождения, и сола — «селение, деревня», то есть «Селение Сарана».

## История
В документах XVI—XVIII веков деревня Сараново называлась «деревня Малая Кузнецова». Она относилась к Аказиной сотне. Деревня изначально входила в церковный приход села Кузнецово. В XIX — начале XIX веков последовательно относилась к Паратмарской, Кожваш-Сигачкинской и Виловатовражской волостям Козьмодемьянского уезда. С 1921 года включена в Кузнецовский район Козьмодемьянского кантона. С 1931 года находилась в составе Кузнецовского сельского совета, затем Кузнецовского сельского поселения Горномарийского района.
Во время Великой Отечественной войны на фронтах из деревни Сараново сражался 51 человек, из них 27 человек погибли, 24 человека вернулись домой.

## Население
| 2002 | 2010 | 2014 |
| ---- | ---- | ---- |
| 110  | ↘102 | ↘101 |

По состоянию на 01.01.2001 года, в деревне Сараново было 45 дворов с населением 112 человек; из них марийцев — 108, русских — 3, чуваш — 1.

## Уроженцы
- Пётр Веселов-Сталь — горномарийский писатель, переводчик, участник Великой Отечественной войны 1941—1945 годов[4].
- Воробьёва Анна Ивановна — заслуженный работник школы, награждена орденом Ленина[4]